# Berek Joselewicz

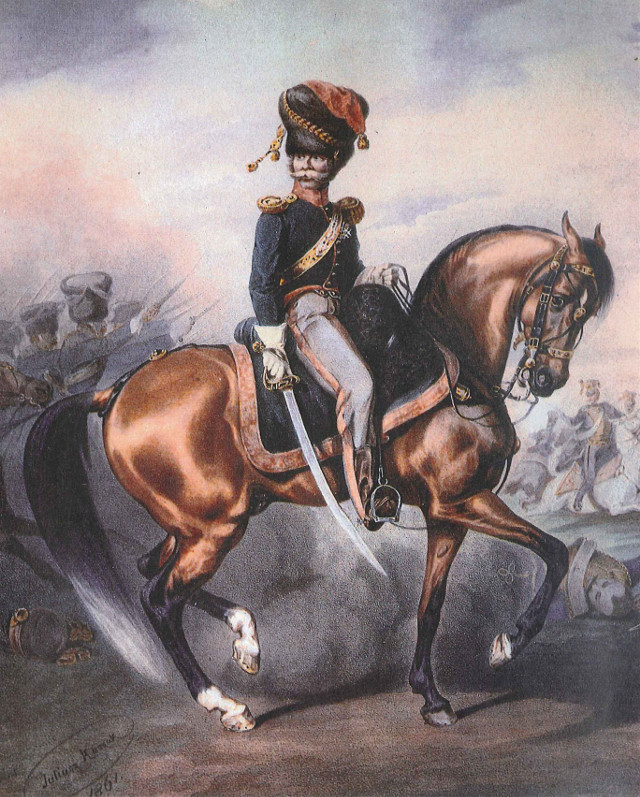
Berek Joselewicz,
Gemälde von Juliusz Kossak

Berek Joselewicz, Berek, Sohn von Josel (Joseph), hebräisch דוב בער Dov Ber (* ≈1764 in Kretinga, Großfürstentum Litauen; † 5. Mai 1809 in Kock bei Lublin) war ein jüdischer Oberst der polnischen Armee, der 1794 eine jüdische Kavallerieeinheit aufstellte und im Kościuszko-Aufstand gegen die russischen Truppen befehligte. Er fiel 1809 an der Spitze einer Schwadron der Armee des Herzogtums Warschau in der Schlacht bei Kock gegen Österreich. Er wird sowohl als polnischer wie jüdischer Freiheitskämpfer verehrt.

## Leben
Joselewicz wurde vermutlich am 17. September 1764 im litauischen Kretinga geboren, einer Kleinstadt etwa 12 km östlich der Hafenstadt Palanga und 25 km nördlich von Klaipėda, mit einer jüdischen Bevölkerung von 14 Familien (1771), wo er eine traditionelle jüdische Erziehung erhielt. Er war zunächst Verwalter des lokalen Fürsten und Bischof von Wilna Prinz Massalski, in dessen Auftrag er auch Westeuropa bereiste. Danach war er in Wilna und später im Warschauer Vorort Praga als Händler tätig und belieferte insbesondere die Armee mit Waren.
Nach der zweiten Teilung Polens unterstützte Joselewicz den polnischen Aufstand unter Tadeusz Kościuszko, in der Hoffnung, dieser würde den Juden die Gleichstellung mit den Christen im Königreich Polen bringen. 1794 wurde auf seine und Jozef Aronowiczs Initiative eine jüdische Kavallerieeinheit gebildet. Im September ernannte ihn Kościuszko zum Oberst. In einem Aufruf im Oktober wandte sich Joselewicz in biblischen Worten an die Juden Polen-Litauens, sich dem Regiment anzuschließen. Die Zahl der jüdischen Kämpfer, die seinem Aufruf folgten, ist nicht bekannt, viele von ihnen fielen beim russischen Angriff auf Praga am 4. November 1794. Der Rest des Regiments schlug sich nach Frankreich durch, schloss sich der polnischen Legion unter Napoleon an und beteiligte sich später an der Errichtung des Herzogtums Warschau. Joselewicz ließ sich dagegen in Lemberg im nun zur Österreichischen Monarchie gehörenden Galizien nieder. Sein Vorschlag, eine Truppe von jüdischen Freiwilligen innerhalb der österreichischen Armee zu bilden, wurde in Wien abgelehnt.
Joselewicz wurde Offizier in der polnischen Legion unter General Jan Henryk Dąbrowski und kämpfte in Italien und Deutschland auf französischer Seite. Nach dem Frieden von Lunéville im Februar 1801 ersuchte er um Entlassung aus der Armee, vermutlich wegen Schwierigkeiten, denen er als Jude ausgesetzt war und in der Überzeugung, eine Befreiung Polens durch die polnische Legion sei aussichtslos. 1803 schloss er sich der unter französischem Kommando stehenden Legion der Hannoveraner Dragoner an und kämpfte in Frankreich, Österreich und Italien. Nach der Errichtung des Herzogtums Warschau kehrte er 1807 nach Polen zurück, wo er eine Kavallerie-Schwadron befehligte. Am 5. Mai 1809 fiel er in einem Gefecht gegen Husaren der österreichischen Armee bei Kock, wo ein Denkmal zu seinen Ehren errichtet wurde.
Joselewiczs Witwe erhielt eine Rente und durfte sich in einem sonst für Juden gesperrten Teil Warschaus niederlassen. Joselewiczs Grab in Kock wird noch heute besucht. Zu seinem hundertsten Todestag wurde ein Gedenkstein errichtet, mit folgendem Text:

„Berek Joselewicz – Józef Berkowel Berkowicz, geboren 1760 in Kretynga in Litauen. Oberst der polnischen Armee, Führer einer Schwadron des 5. berittenen Regiments des Großherzogtums Warschau, Ritter der Ehrenlegion und Träger des Ordens Virtuti Militari. Er fiel 1809 in der Schlacht bei Kock. Er liegt hier begraben. Nicht durch Schwindel oder Trinken hat er Ruhm erworben, sondern mit seinem Blut.“

Zum zweihundertsten Todestag wurde 2009 in Polen und in Israel gleichzeitig eine Sondermarke mit einem Porträt Joselewiczs von Juliusz Kossak herausgegeben.
Joselewiczs Sohn Józef Berkowicz (1789–1846) war ebenfalls Offizier der polnischen Legion, kämpfte in der Schlacht bei Kock und nahm am Russlandfeldzug Napoleons teil.